# Psychanalyse et télépathie
Pour les articles homonymes, voir Psychanalyse (homonymie) et télépathie.
Psychanalyse et télépathie (en allemand : Psychoanalyse und Telepathie), sans titre à l'origine, est un texte de Sigmund Freud écrit en 1921 et publié pour la première fois en 1941 dans les Gesammelte Werke (1940-1952) chez Imago à Londres.

## Histoire du texte

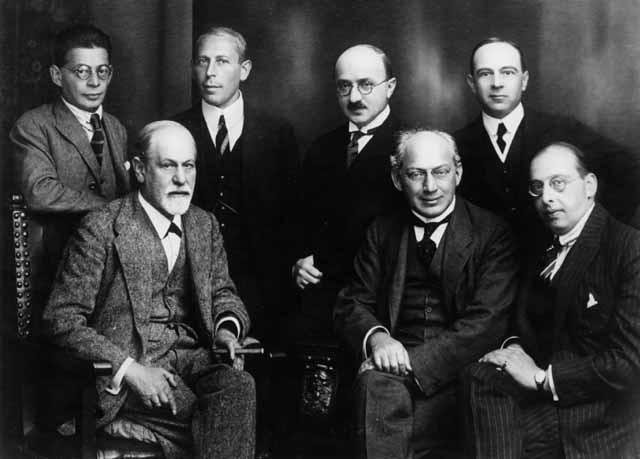
1922, de g. à d. (assis) : Sigmund Freud, Sándor Ferenczi, et Hanns Sachs ; (debout) Otto Rank, Karl Abraham, Max Eitingon, et Ernest Jones. En septembre 1921, Freud lit son texte, titré plus tard Psychanalyse et télépathie, aux membres du « Comité ».

Freud écrit ce texte à Gastein entre le 2 et le 6 août 1921 et le lit en septembre de la même année aux membres du « Comité » qui l'ont accompagné dans le Harz. Selon Élisabeth Roudinesco et Michel Plon, il a l'intention d'en faire un article à proposer au congrès de Berlin en 1922, mais Max Eitingon et Ernest Jones l'en dissuadent. Sans titre à l'origine, le texte sera retrouvé parmi les manuscrits de Freud et « publié pour la première fois en 1941 dans les Gesammelte Werke sous son titre actuel », de manière posthume donc,. Le manuscrit original se trouve à la bibliothèque du Congrès de Washington, et son analyse a montré que la Standard Edition puis les versions françaises ont modifié (voire censuré) un certain nombre de détails.

### L'«affaire» du «troisième cas»
Le texte de 1921 publié plus tard sous le titre Psychanalyse et télépathie « aurait dû comporter trois cas précédés d'un Rapport préliminaire (Vorbericht) », mais ainsi qu'il l'explique lui-même, Freud « ne put intégrer à son manuscrit le matériel du “troisième cas”, celui du Dr Forsyth, oublié à Vienne », qu'il remplaça par des remarques sur le graphologue Schermann. Le « troisième cas » en question figure dans la XXXe leçon de la Nouvelle suite des leçons d'introduction à la psychanalyse, « Rêve et occultisme » (1933) : l'ensemble du matériel utilisé dans Psychanalyse et télépathie de 1921 s'y trouve repris, avec seulement quelques modifications.
Cependant, le manuscrit du « troisième cas », celui dit du Dr Forsyth, « avait subsisté indépendamment avec comme titre : “Supplément”. Compte rendu, omis du fait de la résistance, d'un cas de transfert de pensée pendant la pratique de analytique ». Comme son libellé différait à peine de la version de la trentième leçon de la Nouvelle suite de 1933, James Strachey, en 1955, ne le publia pas séparément dans le tome XVIII de la Standard Edition, « en annexe à Psychanalyse et télépathie ». Mais lorsqu'en 1966, il publia sa traduction de la Nouvelle suite   
(Standard Edition, tome XXII : New Introductory Lectures on Psycho-Analysis), « le manuscrit de ce “troisième cas” avait, de nouveau, disparu... ».

### Éditions
(D'après la notice des OCF.P pour Psychanalyse et télépathie (1921 [1941 d]).) 
Première publication : 
- 1941 : Gesammelte Werke, t. XVII p. 27-44.

Traduction anglaise :
- 1955 : Standard Edition, t. XVIII, p. 177-193 : Psycho-Analysis and Telepathy.

Traductions françaises :
- 1983 : « Psychanalyse et télépathie », traduit par W. Granoff et J.-M. Rey in W. Granoff et J.-M. Rey, L'occulte objet de la pensée freudienne , Paris, Presses universitaires de France, p. 11-45.
- 1985 : « Psychanalyse et télépathie », traduit par B. Chabot, in S. Freud, p. 7-23.
- 1991 : « Psychanalyse et télépathie », traduit par B. Chabot, J. Stute-Cadiot, avec la collaboration de J. Altounian,A. Bourguignon, P. Cotet, in OCF.P vol.  XVI : 1921-1923, Paris, PUF, 1991,  (ISBN 2 13 043472 X), p. 99-118.